# Robert Kardashian
Robert George Kardashian (sinh ngày 22 tháng 2 năm 1944 – mất ngày 30 tháng 9 năm 2003) là một luật sư người Mỹ. Ông được biết đến khi là bạn của cựu vận động viên O. J. Simpson và qua vụ bào chữa cho chính O.J. trong vụ án giết người năm 1995. Ông có bốn người con với bà Kris Jenner: Kourtney, Kim, Khloé, và Rob.